# 凱蒂·奧布萊恩
凱蒂·奧布萊恩（英語：Katy O’Brian，1989年—）是一名美國女演員、作家和武術家。她因在Syfy的殭屍劇《殭屍國度》中飾演喬治，在CW的超級英雄劇《黑閃電》中飾演莎拉·格雷少校，並在漫威的《神盾局特工》中飾演金寶而知名。

## 早年生活和教育
奧布萊恩出生於印第安納州印第安納波利斯。9歲時，奧布萊恩獲得昭靈剛柔流空手道的棕帶。在青年時期，她作為打擊樂手參加了許多體育項目和音樂項目。
奧布萊恩就讀於印第安納大學布盧明頓分校，主修心理學和日耳曼研究。。她是大學短篇即興劇團Hoosonfirst的首批成員之一，並通過大學的學員官員計劃獲得執法證書。在大學期間，奧布萊恩通過美國合氣道聯盟獲得合氣道的黑帶。
畢業後，奧布萊恩在印第安納州卡梅爾的卡梅爾警察局擔任警察。在為該部門工作期間，奧布萊恩獲得了她的私人教練證書，並開始參加健美身材比賽。她還開始在印第安人演員學院接受培訓，這給她帶來信心和經驗，讓她搬到洛杉磯並從事演藝事業。奧布萊恩在與RCM人才公司簽約後於2016年7月搬到洛杉磯。

## 個人生活
搬到洛杉磯後不久，奧布萊恩在一個學生電影項目的拍攝現場遇到了她的妻子凱莉·奇（Kylie Chi）。兩人在洛杉磯生活在一起。

## 職業生涯
奧布萊恩的第一個電視角色是在AMC的《陰屍路》中飾演救世主凱蒂，隨後很快就在《奔腾年代》、《塔許一點靈》和《逍遙法外》中擔任聯合主演。
2018年，奧布萊恩在劇集《殭屍國度中預訂了她的第一個系列常設角色，她在劇中飾演喬治，一個嶄露頭角的天啟領袖。2019年，奧布萊恩出現在CW劇集《黑閃電》中，飾演ASA的反派薩拉·格雷少校。此後，她又出現在HBO的第三季中，並有幾個即將到來的項目。

## 影視作品

### 電影
| 年份 | 標題                       | 角色          | 備註     |
| ---- | -------------------------- | ------------- | -------- |
| 2012 | 《Student Seven》          | SIG突擊隊員   |          |
| 2015 | 《Submerge: Ni're Reborn》 | E'lan         | 短篇電影 |
| 2015 | 《Finders Keepers》        | 女孩          | 短篇電影 |
| 2015 | 《Remedy of a Killer》     | Nancy         | 短篇電影 |
| 2016 | 《Richard Watson Files》   | Emma Simms    | 短篇電影 |
| 2019 | 《Rain》                   | 電視新聞記者  | 短篇電影 |
| 2019 | 《Power Rangers: Zenith》  | Aisha         |          |
| 2019 | 《Gnawbone》               | Lisa          |          |
| 2019 | 《Fantasy》                | Kelly         |          |
| 2019 | 《The Divisible》          | Kira          | 短篇電影 |
| 2020 | 《Sidewinder》             | Deputy Harris | 短篇電影 |
| 2021 | 《》                       | 電視主持人    |          |
| 2023 | 《》                       | 任托拉        |          |
| 2024 | 《血爱成河》               | Jackie        |          |
| 2024 | 《》                       |               |          |
| 2025 | 《》                       |               |          |

### 電視劇
| 年份       | 標題                                                  | 角色                       | 備註                                            |
| ---------- | ----------------------------------------------------- | -------------------------- | ----------------------------------------------- |
| 2017       | 《塔許一點靈》                                        | 壘球運動員                 | 集數：「UCF Baseball Player」                   |
| 2017       | 《奔腾年代》                                          | 理髮師                     | 集數：「Search」                                |
| 2017－2018 | 《陰屍路》                                            | 凱蒂                       | 2集                                             |
| 2018       | 《逍遙法外》                                          | 收銀員女孩                 | 集數：「追問他史黛拉之死」                      |
| 2018       | 《殭屍國度》                                          | Georgia "George" St. Clair | 主要角色（第5季）                               |
| 2019－2020 | 《黑閃電》                                            | Major Sara Grey            | 常設角色（第3季）                               |
| 2020       | 《神盾局特工》                                        | Kimball                    | 3集（第7季）                                    |
| 2020       | 《》                                                  | EMT                        | 集數：「田野之缺」                              |
| 2020       | 《The Talking Zed Show》                              | 她自己                     |                                                 |
| 2020－至今 | 《曼達洛人》                                          | 通訊官                     | 常設角色（第2－3季）                            |
| 2021       | 《神探猛龍》                                          | Kai Durrell                | 集數：「First the Beatdown, Then the Blowback」 |
| 2021       | 《菜鳥老警》                                          | Katie Barnes               | 集數：「New Blood」                             |
| 2021       | 《24 Hours of Nothing But Net with Debbie Antonelli》 | 她自己                     | 電視特別節目                                    |

## 外部連結
- http://www.katyobrian.com （页面存档备份，存于）
- 凱蒂·奧布萊恩在互联网电影资料库（IMDb）上的資料（英文）